# Badminton-Junioreneuropameisterschaft 2013
Die Badminton-Junioreneuropameisterschaft 2013 fanden vom 22. bis zum 31. März 2013 in Ankara in der Türkei statt.

## Medaillengewinner
| Disziplin    | Gold                             | Silber                              | Bronze                                 |
| ------------ | -------------------------------- | ----------------------------------- | -------------------------------------- |
| Herreneinzel | Fabian Roth                      | Mark Caljouw                        | Matthias Almer                         |
| Herreneinzel | Fabian Roth                      | Mark Caljouw                        | Rhys Walker                            |
| Dameneinzel  | Stefani Stoeva                   | Line Kjærsfeldt                     | Neslihan Yiğit                         |
| Dameneinzel  | Stefani Stoeva                   | Line Kjærsfeldt                     | Delphine Lansac                        |
| Herrendoppel | Kasper Antonsen Oliver Babic     | Mathias Christiansen David Daugaard | Antoine Lodiot Julien Maio             |
| Herrendoppel | Kasper Antonsen Oliver Babic     | Mathias Christiansen David Daugaard | Johannes Pistorius Marvin Seidel       |
| Damendoppel  | Gabriela Stoeva Stefani Stoeva   | Julie Finne-Ipsen Rikke S. Hansen   | Victoria Dergunova Evgeniya Kosetskaya |
| Damendoppel  | Gabriela Stoeva Stefani Stoeva   | Julie Finne-Ipsen Rikke S. Hansen   | Busenur Korkmaz Özge Toyran            |
| Mixed        | David Daugaard Maiken Fruergaard | Robin Tabeling Myke Halkema         | Kasper Antonsen Julie Finne-Ipsen      |
| Mixed        | David Daugaard Maiken Fruergaard | Robin Tabeling Myke Halkema         | Mark Lamsfuß Franziska Volkmann        |
| Mannschaften | Dänemark                         | Frankreich                          | Niederlande                            |
| Mannschaften | Dänemark                         | Frankreich                          | Deutschland                            |